# مارماهی بی‌باله
مارماهی بی‌باله (نام علمی: Apterichtus equatorialis) نام یک گونه از تیره کرم‌ماهیان است.